# British Empire Trophy

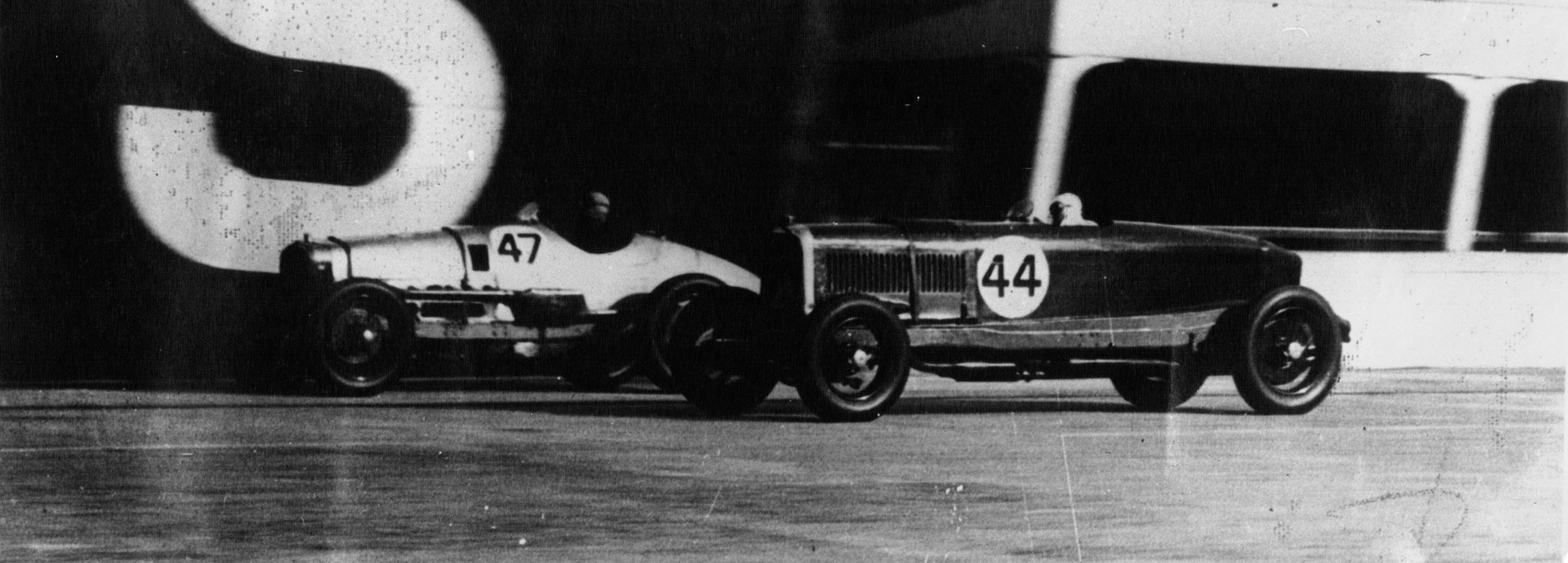
Un'immagine della prima corsa nel 1932: il vincitore Cobb (n° 47) davanti alla Panhard 8C n° 44 di Eyston, secondo.

Il British Empire Trophy è stato una corsa automobilistica organizzata dal British Racing Drivers' Club nel Regno Unito e sull'Isola di Man fra il 1932 e il 2003. La corsa ha avuto edizioni per otto decenni consecutivi ed è stata disputata su cinque circuiti diversi per dieci categorie diverse di auto da corsa, rendendola una delle corse più longeve della storia dell'automobilismo.

## Albo d'oro
| Anno       | Circuito            | Categoria                | Pilota                              | Vettura                    | Resoconto     |
| ---------- | ------------------- | ------------------------ | ----------------------------------- | -------------------------- | ------------- |
| 1932       | Brooklands          | Formula Libre            | John Cobb                           | Delage V12/LSR             | Resoconto     |
| 1933       | Brooklands          | Formula Libre            | Stanisław Czaykowski                | Bugatti T54                | Resoconto     |
| 1934       | Brooklands          | Formula Libre            | George Eyston                       | MG Magnette K3             | Resoconto     |
| 1935       | Brooklands          | Formula Libre            | Freddie dixon                       | Riley 6                    | Resoconto     |
| 1936       | Donington Park      | Formula Libre            | Richard Seaman                      | Maserati 8CM               | Resoconto     |
| 1937       | Donington Park      | Formula Libre            | Raymond Mays                        | ERA C-Type                 | Resoconto     |
| 1938       | Donington Park      | Formula Libre            | Charles Dobson                      | Austin                     | Resoconto     |
| 1939       | Donington Park      | Formula Libre            | Tony Rolt                           | ERA B                      | Resoconto     |
| 1940 –1946 | Non disputato       | Non disputato            | Non disputato                       | Non disputato              | Non disputato |
| 1947       | Circuito di Douglas | Grand Prix               | Bob Gerard                          | ERA B                      | Resoconto     |
| 1948       | Circuito di Douglas | Grand Prix               | Geoffrey Ansell                     | ERA B                      | Resoconto     |
| 1949       | Circuito di Douglas | Grand Prix               | Bob Gerard                          | ERA B                      | Resoconto     |
| 1950       | Circuito di Douglas | Formula 1                | Bob Gerard                          | ERA B                      | Resoconto     |
| 1951       | Circuito di Douglas | Vetture sport            | Stirling Moss                       | Frazer Nash Bristol L6 OHV | Resoconto     |
| 1952       | Circuito di Douglas | Vetture sport            | Pat Griffith                        | Lester T51 MG 6850         | Resoconto     |
| 1953       | Circuito di Douglas | Vetture sport            | Reg Parnell                         | Aston Martin DB3S          | Resoconto     |
| 1954       | Oulton Park         | Vetture sport            | Alan Brown                          | Cooper T22 - Bristol       | Resoconto     |
| 1955       | Oulton Park         | Vetture sport            | Archie Scott-Brown                  | Lister-Bristol             | Resoconto     |
| 1956       | Oulton Park         | Vetture sport            | Stirling Moss                       | Cooper Climax T39          | Resoconto     |
| 1957       | Oulton Park         | Vetture sport            | Archie Scott-Brown                  | Lister-Jaguar              | Resoconto     |
| 1958       | Oulton Park         | Vetture sport            | Stirling Moss                       | Aston Martin DBR2/300      | Resoconto     |
| 1959       | Oulton Park         | Formula 2                | Jim Russell                         | Cooper Climax T45          | Resoconto     |
| 1960       | Silverstone         | Formula Junior           | Henry Taylor                        | Lotus 18 - Ford            | Resoconto     |
| 1961       | Silverstone         | Intercontinental Formula | Stirling Moss                       | Cooper Climax T53          | Resoconto     |
| 1962 –1969 | Non disputato       | Non disputato            | Non disputato                       | Non disputato              | Non disputato |
| 1970       | Oulton Park         | Formula 3                | Bev Bond                            | Lotus 59A - Ford           | Resoconto     |
| 1971       | Oulton Park         | Formula 3                | David Walker                        | Lotus 69 - Ford            | Resoconto     |
| 1972       | Silverstone         | Storiche                 | Willie Green                        | Maserati T61               | Resoconto     |
| 1973       | Silverstone         | Storiche                 | Neil Corner                         | Aston Martin DBR4/300      | Resoconto     |
| 1974       | Silverstone         | Storiche                 | John Harper                         | Lister - Jaguar            | Resoconto     |
| 1975 –1976 | Non disputato       | Non disputato            | Non disputato                       | Non disputato              | Non disputato |
| 1977       | Donington Park      | Storiche                 | Neil Corner                         | BRM P25                    | Resoconto     |
| 1978       | Donington Park      | Storiche                 | Neil Corner                         | BRM P25                    | Resoconto     |
| 1979 –1989 | Non disputato       | Non disputato            | Non disputato                       | Non disputato              | Non disputato |
| 1990       | Silverstone         | Vetture sport            | Martin Brundle Alain Ferté          | Jaguar XJR-11              | Resoconto     |
| 1991       | Silverstone         | Vetture sport            | Derek Warwick Teo Fabi              | Jaguar XJR-14              | Resoconto     |
| 1992       | Silverstone         | Vetture sport            | Derek Warwick Yannick Dalmas        | Peugeot 905 B              | Resoconto     |
| 1993 –1994 | Non disputato       | Non disputato            | Non disputato                       | Non disputato              | Non disputato |
| 1995       | Silverstone         | Vetture sport GT         | Andy Wallace Olivier Grouillard     | McLaren F1 GTR             | Resoconto     |
| 1996       | Silverstone         | Vetture sport GT         | Andy Wallace Olivier Grouillard     | McLaren F1 GTR             | Resoconto     |
| 1997       | Silverstone         | Vetture sport GT         | Peter Kox Roberto Ravaglia          | McLaren F1 GTR             | Resoconto     |
| 1998       | Silverstone         | Vetture sport GT         | Bernd Schneider Mark Webber         | Mercedes-Benz CLK GTR      | Resoconto     |
| 1999       | Silverstone         | Vetture sport GT         | Olivier Beretta Karl Wendlinger     | Chrysler Viper GTS-R       | Resoconto     |
| 2000       | Silverstone         | Vetture sport GT         | Julian Bailey Jamie Campbell-Walter | Lister Storm - Jaguar      | Resoconto     |
| 2001       | Silverstone         | Storiche                 | Graham Hathaway Gary Pearson        | Jaguar XJR-11              | Resoconto     |
| 2002       | Silverstone         | Vetture sport GT         | Thomas Erdos Ian McKellar           | Saleen S7R                 | Resoconto     |
| 2003       | Silverstone         | Vetture sport GT         | Piers Johnson Shane Lynch           | TVR T400R                  | Resoconto     |

## Circuiti

Brooklands (1932–1935)
Donington Park (1936–1939)
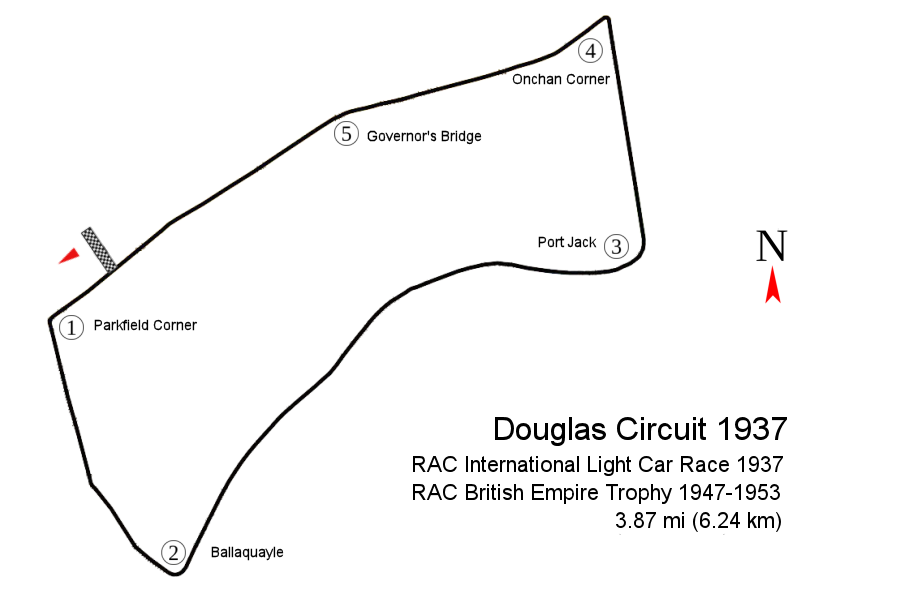
Circuito di Douglas (1947–1953)
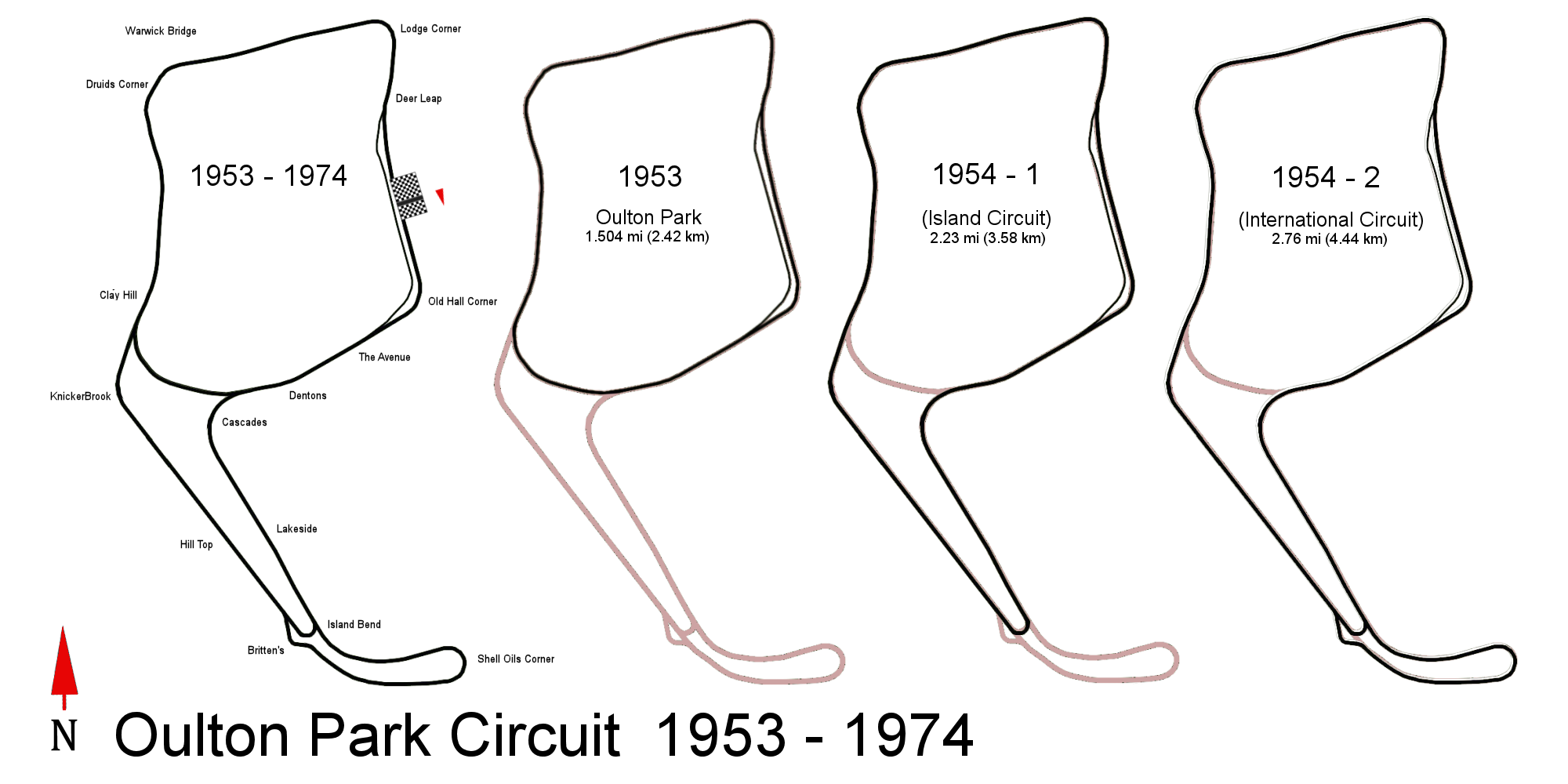
Oulton Park (1954–1959, 1970–1971)
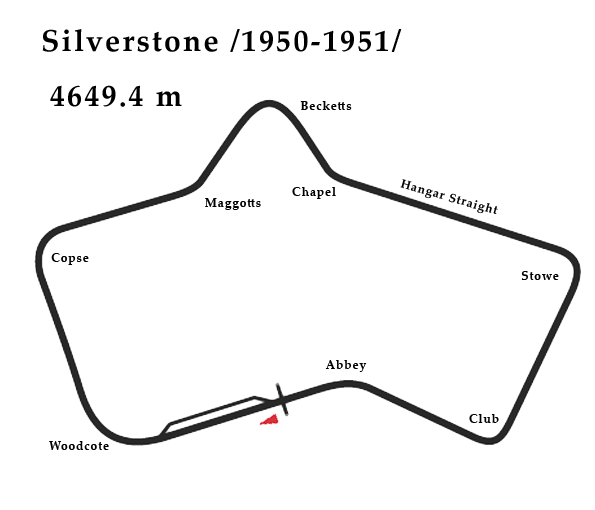
Silverstone (1960–1961, 1972–1974, 1990–2003)